# Milíčov
Milíčov (deutsch Militschau) ist eine Gemeinde in Tschechien. Sie liegt 13 Kilometer südöstlich von Pelhřimov und gehört zum Okres Jihlava.

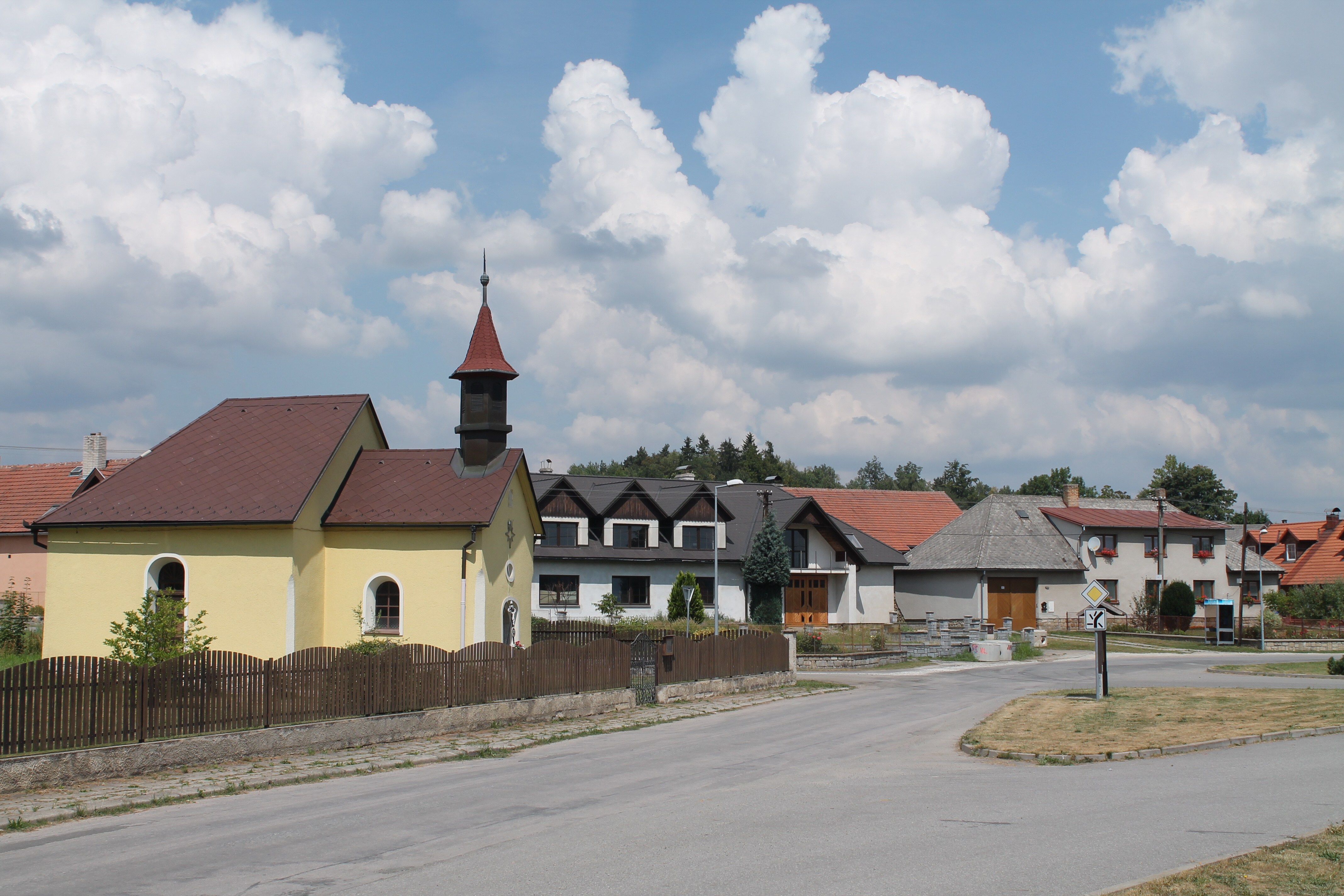
Dorfplatz

## Geographie
Milíčov befindet sich am östlichen Hang des Berges Ve Vršku (696 m) in der Böhmisch-Mährischen Höhe. Im Osten liegt der Teich Sviták, nordwestlich der Bukač. Im Nordosten erhebt sich der Kopec (696 m), südlich die Mešnice (Meschnitz, 753 m).
Nachbarorte sind Jankov und Na Oklice im Norden, Melouniště, Dušejov und Boršov im Nordosten, Hatlíkov und U Křížku im Osten, Hojkov und Hutě im Südosten, Dolní Hutě und Měšnice im Süden, Honzův Mlýn und Nový Rychnov im Südwesten, Sázava und V Lomech im Westen sowie Močáry, Chaloupky und U Beranů im Nordwesten.

## Geschichte
Milíčov entstand zum Ende des 13. Jahrhunderts während der Kolonisation der böhmischen Grenzgebiete zu Mähren in dem zum Bistum Prag gehörigen Gau Řečice. Die erste schriftliche Erwähnung des 14 Hufen umfassenden Dorfes erfolgte im Jahre 1379 als eine der 93 zur Herrschaft Řečice gehörigen Ansiedlungen. Zu dieser Zeit wurde in Milíčov auch der Nápravník Heřman Vlček genannt. Der Ort unterstand der Verwaltung des bischöflichen Vogtes in Raichenau. Milíčov war eines der armen Bergdörfer, seine Bewohner waren deshalb von den herrschaftlichen Frondiensten befreit und nur zu Treibediensten bei Jagden verpflichtet. Gepfarrt war das Dorf nach Raichenau. 1415 verpfändete Bischof Konrad von Vechta die Herrschaften Řečice und Raichenau an Jan von Chotěmice. Kurze Zeit später wurde sie von den Hussiten eingenommen und u. a. vom Hauptmann Nikolaus Sokol von Lamberg gehalten. Die Gegend von Milíčov wurde nach Kämpfen mit den Hussiten durch die katholischen Herren von Leskovec auf Horní Cerekev erobert. Nach dem Ende der Hussitenkriege erhielt Janek von Chotěmice 1436 seinen Besitz von Kaiser Sigismund zurück und verkaufte die Herrschaft im darauf folgenden Jahr an Mikuláš Trčka von Lípa, dem auch die benachbarte Herrschaft Želiv gehörte. Nachdem die Herrschaft Řečice nach dem Tode von Mikuláš Trčka 1454 der Hofkammer zugefallen war, teilte sie Ladislaus Postumus in die Herrschaften Řečice und Pelhřimov auf, wobei die Grenze zwischen beiden Herrschaften durch Milíčov verlief. Der Pelhřimover Anteil, den die Söhne von Mikuláš Trčka behielten, umfasste vier Anwesen und eine Chaluppe. Die Herrschaft Řečice erhielt der Witigone Heinrich von Stráž, bei ihr verblieben von Milíčov zehn Wirtschaften und zwei Chaluppen. 1496 erwarben die Herren von Leskovec die Herrschaft Řečice und teilten diese 1543, wobei der Řečicer Anteil von Milíčov der neuen Herrschaft Rychnov zufiel. Zwischen den Herren von Říčany, die 1549 Besitzer des Pelhřimover Anteils geworden waren und den Leskovec kam es zu einer Vielzahl von Grenzstreitigkeiten in Milíčov, die dazu führten, dass Grenzsteine aufgestellt und Grenzmarken an Bäume angebracht wurden. Seit der Mitte des 16. Jahrhunderts wurden in beiden Anteilen Fischteiche angelegt. Im Pelhřimover Anteil entstand der Rohozenský rybník, im Rychnover Anteil 1545 bzw. 1588 der Dolní kladinský rybník und der Horní kladinský rybník. Vermutlich wurde der Sviták ebenfalls in dieser Zeit angelegt. 1597 erwarben die Herren von Říčany auch die Herrschaft Rychnov. Heřman von Říčany auf Rychnov kaufte 1602 den Pelhřimover Anteil von Milíčov auf und schlug ihn seiner Herrschaft zu. 1616 bestand das wieder vereinigte Dorf aus 14 Wirtschaften und 10 Chaluppen. Nachfolgender Besitzer war Jan von Říčany.
Seit dem Jahre 1610 ist die Existenz eines Richters Tobias Razim in Milíčov belegbar. Es handelt sich dabei wahrscheinlich um einen Schwiegersohn des 1623 nach der Rückübertragung der aus dem Besitz des aufständischen Jan von Říčany konfiszierten Herrschaften an das Erzbistum Prag von Bischof Ernst Adalbert von Harrach als Hauptmann von Řečice und Rychnov eingesetzten Jiří Razim Milíčovský, der 1633 zum Regenten aller dem Erzbistum Prag gehörigen Herrschaften aufstieg. Das Dorf an der Hauptverbindung von Pelhřimov nach Jihlava wurde während des Dreißigjährigen Krieges von verschiedenen Truppen, insbesondere den schwedischen, drangsaliert.
Bis 1848 blieb Miličov der Herrschaft Rychnov untertänig.
Nach der Aufhebung der Patrimonialherrschaften bildete Miličov ab 1850 eine Gemeinde im Bezirk Pelhřimov. 1895 hatte das Dorf 391 Einwohner und bestand aus 52 Häusern. 1921 lebten in Milíčov 385 Menschen. In der zweiten Hälfte des 20. Jahrhunderts setzte ein starker Einwohnerrückgang ein. Seit 1961 gehört Milíčov zum Okres Jihlava.

## Ortsgliederung
Für die Gemeinde Milíčov sind keine Ortsteile ausgewiesen. Zu Milíčov gehören die Einschicht Na Oklice, Na Rovném und U Tomanů.

## Sehenswürdigkeiten
- Kapelle
- Marterl
- Naturreservat Hojkovské rašeliniště, das Sumpfgebiet liegt südöstlich des Dorfes
- Naturreservat Chvojnov, Moorwiese, nordöstlich des Ortes
- Naturreservat Na Oklice, ein Moorgebiet auf der europäischen Hauptwasserscheide, nördlich des Dorfes
- Naturschutzgebiet Pod Mešnici, südlich des Ortes